# Home Folks
Home Folks er en amerikansk stumfilm fra 1912 af D. W. Griffith.

## Medvirkende
- Mary Pickford
- Charles Hill Mailes
- Kate Bruce
- Robert Harron
- Wilfred Lucas